# The Kings of Frog Island
The Kings of Frog Island sind eine Stoner-Rock-Band aus Leicester. Sie spielen eine psychedelische, bassbetonte Variante des Hard Rock.

## Geschichte
Die Band wurde 2003 in Leicester gegründet. Sie spielten am Anfang Retro Rock, dann immer mehr Psychedelic- und Stoner-Rock. Sie wurden 2005 von Elektrohasch Schallplatten unter Vertrag genommen, einem deutschen Independent-Label, und veröffentlichten dort im selben Jahr ihr erstes Album The Kings of Frog Island. Auf demselben Label folgten 2008 II und 2010 III. Danach trennte sich die Band von Elektrohasch Records und veröffentlichte 2013 ihr viertes Album IV auf dem eigenen Label, welches sie nach sich selbst benannten.

## Diskografie
Alben
- 2005: The Kings of Frog Island (Elektrohasch Schallplatten)
- 2008: II (Elektrohasch Schallplatten)
- 2010: III (Elektrohasch Schallplatten)
- 2013: IV (2016 bei Kozmik Artifactz)
- 2014: V (Amphibia Sounds)
- 2020: VI (Kozmik Artifactz)
- 2021: VII (Kozmik Artifactz)